# Grande-Bretagne (royaume)
Cet article concerne l'ancien royaume. Pour l'île, voir Grande-Bretagne. Pour les autres significations, voir Grande-Bretagne (homonymie).
Cet article concerne la monarchie britannique de 1707 à 1800. Ne doit pas être confondu avec le Royaume-Uni de Grande-Bretagne et d'Irlande de 1801 à 1922 ou le Royaume-Uni de Grande-Bretagne et d'Irlande du Nord de 1922 à aujourd'hui.
1er mai 1707 – 1er janvier 1801
(93 ans et 8 mois)
Entités précédentes :
- Royaume d'Écosse
- Royaume d'Angleterre

Entités suivantes :
- Royaume-Uni de Grande-Bretagne et d'Irlande

La Grande-Bretagne (en anglais : Great Britain), officiellement appelé le royaume de Grande-Bretagne (Kingdom of Great Britain), est un ancien État souverain situé sur l'île de Grande-Bretagne, en Europe du Nord, qui a existé du 1er mai 1707 au 31 décembre 1800.
Le royaume est fondé par l'union en un seul État du royaume d'Écosse et du royaume d'Angleterre (qui comprenait le pays de Galles), par le traité d'Union de 1706 suivi par les actes d'Union. Les deux royaumes étaient déjà gouvernés par le même roi depuis l'Union des Couronnes en 1603. Le royaume englobe la Grande-Bretagne et ses îles périphériques, mais pas le royaume d'Irlande, qui est restée un domaine séparé relevant de la Couronne britannique nouvellement créée. De plus, la Grande-Bretagne est en union personnelle avec l’électorat de Hanovre à partir de 1714, lorsque le prince-électeur George Ier accède au trône britannique.
Le 1er janvier 1801, les royaumes de Grande-Bretagne et d'Irlande sont officiellement unis pour former le Royaume-Uni de Grande-Bretagne et d'Irlande.

## Nom
La première occurrence de l'association des mots « Grande » et « Bretagne » pour désigner les îles britanniques se trouve en grec ancien, notamment utilisée par Ptolémée pour faire la distinction entre la Grande-Bretagne (grec ancien : Μεγάλη Βρεττανία) et l'Irlande ( : Μικρά Βρεττανία).
L'utilisation actuelle du mot Great avant Britain provient du français, qui utilise le même mot « Bretagne » pour désigner à la fois l'île de Grande-Bretagne et la Bretagne. Le français fait donc la distinction entre les deux en appelant l'île « la Grande Bretagne », une distinction qui a été transférée en anglais.
Le traité d'Union et les actes d'Union qui s'ensuivent déclarent que les royaumes d'Angleterre et d'Écosse seront « unis en un royaume du nom de Grande-Bretagne » (United into One Kingdom by the Name of Great Britain). Les actes d'Union utilisent le nom « Royaume-Uni de Grande-Bretagne » (United Kingdom of Great Britain). Le nom du royaume devient officiellement « Grande-Bretagne » (Great Britain) plutôt que « Angleterre » ou « Écosse ». Le nom de l'île a été utilisé dans les nouvelles institutions officielles comme le Parlement de Grande-Bretagne (Parliament of Great Britain),,,,.
Le Parlement de Grande-Bretagne désignait l'État dans la législation par son nom officiel : le Royaume-Uni de Grande-Bretagne (United Kingdom of Great Britain). La législation du parlement utilisait la forme abrégée « Royaume-Uni », tout comme le Parlement d'Écosse et le Parlement d'Angleterre dans les actes d'Union en 1707,,. Lorsque les parlements d'Angleterre et d'Écosse se sont abolis et ont formé le Parlement de Grande-Bretagne, ils sont convenus de former un nouvel État : le Royaume-Uni de Grande-Bretagne. Les actes d'Union entrèrent en vigueur début mai 1707. Le nouveau législature fut convoqué à Westminster pour la première fois en octobre de la même année.
Le terme descriptif United Kingdom était même utilisé de manière formelle et informelle au XVIIIe siècle, soit pendant l'existence du royaume,. On retrouve les dénominations « Royaume-Uni de Grande-Bretagne » et « Royaume-Uni » sur plusieurs publications et documents législatifs,,,,,.
« Grande-Bretagne » et « royaume de Grande-Bretagne » se disent respectivement dans les langues parlées dans le royaume :
- Great Britain et Kingdom of Great Britain en anglais ;
- Breten Veur et Rywvaneth Breten Veur en cornique ;
- Great Breetain et Kinrick o Great Breetain en scots ;
- Breatainn Mhòr et Rìoghachd na Breatainne Mòire en gaélique écossais ;
- Prydain Fawr et Teyrnas Prydain Fawr en gallois.

### Empire colonial

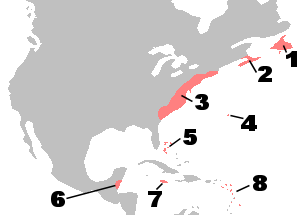
Les colonies britanniques en Amérique en 1750

## Institutions

### Société
Le royaume de Grande-Bretagne coïncide en partie avec l'époque georgienne, sous quatre rois prénommés George (de 1714 à 1830). C'est une période de paix intérieure, hormis quelques révoltes en Écosse et Irlande, et de croissance économique. La révolution financière britannique, amorcée dans les années 1690, assure un financement régulier de l'État et des forces armées : la Royal Navy garantit à la fois la sécurité du royaume et sa puissance commerciale et coloniale. La liberté de la presse, exceptionnelle en Europe, favorise une vie politique et culturelle active.

## Relations internationales

### Hanovre
La succession hanovrienne fait du roi de Grande-Bretagne un prince-électeur dans le Saint-Empire et l'amène à participer à plusieurs guerres en Europe centrale.

### Guerre de succession d'Espagne
La Grande-Bretagne soutient les Habsbourg d'Autriche dans  la guerre de succession d'Espagne après la mort de Charles II. Elle s'allie à la Prusse, au Portugal, aux Provinces-Unies et à la Savoie contre la France de Louis XIV et son petit-fils Philippe V proclamé roi  d'Espagne. Le traité de Methuen, en 1703, permet une alliance militaire et commerciale durable avec le Portugal. La Grande-Bretagne remporte des victoires sur terre et sur mer mais ne peut empêcher l'établissement des Bourbon d'Espagne alliés de la France.

### Guerre de la Quadruple Alliance
La France de la Régence tente un rapprochement politique et commercial avec la Grande-Bretagne : elles sont brièvement alliées contre Philippe V.

### Guerre de Sept Ans
L'alliance franco-autrichienne de 1756 a pour contrecoup une alliance entre la Grande-Bretagne et la Prusse de Frédéric II. La Grande-Bretagne y gagne la conquête du Canada.

### Conquête de l'Inde
Le retrait de la France et l'éclatement de l'Empire moghol permettent à la Compagnie britannique des Indes orientales de se tailler une empire en Inde.

### Guerre d'indépendance des États-Unis
La révolte des Treize Colonies nord-américaines oblige la Grande-Bretagne à une guerre sur de multiples fronts contre les Insurgents nord-américains, la France, l'Espagne et les Provinces-Unies.

### Guerres de la Révolution
La Révolution française entraîne une série de guerres en Europe : la Grande-Bretagne, d'abord neutre, se joint à la Première Coalition contre la France en février 1793. L'Espagne, alliée de la Grande-Bretagne de 1793 à 1795, revient à l'alliance française dans la guerre anglo-espagnole de 1796-1808 (en).